# Tablerowanie (cukiernictwo)
Tablerowanie – w cukiernictwie, proces napowietrzania tłuszczu o stałej konsystencji (margaryny lub masła). Wtłoczone w dużej ilości powietrze zwiększa objętość tłuszczu oraz nadaje mu konsystencję i plastyczność odpowiednią do dalszej obróbki. Tablerowane masło wykorzystuje się np. w produkcji kremów.